# Black Cat (film)
Pour les articles homonymes, voir Black Cat.
Série
Black Cat 2
(1992)
Pour plus de détails, voir Fiche technique et Distribution.
Black Cat (黑貓, Hak mau) est un film hongkongais réalisé par Stephen Shin, sorti le 17 août 1991.

## Synopsis
Catherine, une jeune fille chinoise, devient une tueuse professionnelle après s'être fait passer pour morte par une organisation secrète, dirigée par Brian.

## Fiche technique
- Titre : Black Cat
- Titre original : 黑貓 (Hak mau)
- Réalisation : Stephen Shin
- Scénario : Chan Bo-shun, Lam Tan-ping et Lam Wai-lun
- Production : Stephen Shin et Dickson Poon
- Musique : Danny Chung
- Photographie : Lee Kin-Keung
- Montage : Kwok Ting Hung, Wong Chau-On et Wong Wing-Ming
- Pays d'origine : Hong Kong, Canada
- Format : Couleurs - 1,85:1 - Stéréo - 35 mm
- Genre : Action, thriller
- Durée : 91 minutes
- Date de sortie : 17 août 1991 (Hong Kong)

## Distribution
- Jade Leung : Erica Leung / Catherine
- Simon Yam : Brian
- Thomas Lam : Thomas
- Jordy Shane : vieille femme déguisée
- Jamie Estio : marié
- Audrey Rene : jeune mariée
- Mary Rawbins : hôtesse
- Glen Morrison : instructeur d'arme à feu
- Cara Leigh Hunter : agent de la CIA
- Dickie Motherwell : professeur de langue
- Chan Korlikian : tueur mystérieux
- Curtis Fraser : gardien de prison
- Denise Stauffer : gardien de prison
- Randi Lynne : gardien de prison
- Yvonne Drinovz : gardien de prison

## Autour du film
- Remake du film Nikita (1990) de Luc Besson, le film a également eu droit a une suite l'année suivante, Black Cat 2, toujours dirigée par Stephen Shin.

## Récompenses
- Prix de la meilleure actrice débutante (Jade Leung), lors des Hong Kong Film Awards 1992.